# André Courrèges
André Courrèges (Pau, 9 de marzo de 1923-Neuilly-sur-Seine, 7 de enero de 2016) fue un diseñador de moda francés y fundador de la casa de modas «Courrèges». Tanto Courrèges como la diseñadora inglesa Mary Quant se atribuyen la invención de la minifalda.
En la década de los 60, irrumpió en los desfiles de moda con el «traje-pantalón» femenino. Su moda funcional y deportiva, de acuerdo con su tiempo, inspiró a otros estilistas por sus formas geométricas y la omnipresencia del blanco.
Después de trabajar a las órdenes de Balenciaga, durante la década de los 50, fundó su propia casa de alta costura en 1961. El éxito le llega rápidamente y en el otoño de 1964 su moda futurista inspirada en la conquista del espacio tiene repercusión mundial.
Muy copiado, se tomó un tiempo de descanso para volver con la creación de distintas líneas de productos: prêt-à-porter, accesorios, perfumes... Es, principalmente, reconocido por sus diseños ultramodernos. Se le apoda «Le Corbusier» de la moda.
Courrèges otorgó a la indumentaria femenina una mayor simplicidad, un aire juvenil, con prendas que permiten gran libertad y comodidad. Las formas de sus diseños son geométricas: se basan en cuadrados, trapezoides y triángulos.

## Biografía

### Primeros años
De 1941 a 1945 fue piloto en la Segunda Guerra Mundial.
Tras haber cursado estudios para ingeniero civil, a los 25 años de edad se mudó a París para trabajar con la diseñadora de moda Jeanne Lafaurie. Pocos meses más tarde comenzó a colaborar con Cristóbal Balenciaga, el famoso diseñador español. 
En su primera aparición en la escena de la alta costura francesa, Courrèges introdujo un concepto de estilo revolucionario: vestimenta de la «era espacial». Esto incluía botas, gafas de sol de gran tamaño y vestidos cortos. Sus diseños se expandieron rápidamente por el mundo, en especial la minifalda.
En el Festival de Eurovisión de 1968, la cantante española Massiel triunfó con la canción «La, la, la», luciendo un vestido diseñado por Courrèges.

### Creaciones posteriores
Entre las creaciones más recientes de Courrèges se encuentran las parcas, los pantalones de gimnasia, la ropa de playa, los sobretodos de estilo mecánico y los vestidos deportivos. En contraste, también diseñó un vestido con transparencias y lanzó una línea de trajes de baño reveladores, unidos únicamente por tiras finas en los extremos. Se basó en los colores brillantes y en sus clásicos diseños geométricos.
Courrèges fue uno de los diseñadores más imitados de su tiempo. Poco después de haber presentado su colección de estilo espacial de 1964, el mercado se pobló de faldas y chaquetas de plástico, prendas con estilo geométrico, botas blancas y anteojos de gran tamaño. 
El trabajo de André Courrèges ha sido considerado como el de un visionario: instauró un universo radical, personal y polimorfo en el mundo de la moda.